# Georg Ludwig Koeler
Georg Ludwig Koeler (Stuttgart, 1765 - Magúncia, 1807) va ser un metge i botànic alemany.

## Algunes obres

### Llibres
- 1786. Experimenta circa regenerationem ossium ... Ed. Typis J.C. Dieterich. 106 pp.
- 1800. Berichtigung der in B. Ruf's Schrift dargestellten Geschichte der Entbindung und des Wochenbetts der Frau W ... bis zum achtzehenten Pluvios und Fortsezzung dieser Geschichte bis zum Tode der Kindbetterin und der Oefnung des Leichnams
- 1802. Descriptio graminum in Gallia et Germania tam sponte nascentium quam humana industria copiosius provenientium. 384 pp. en línea[Enllaç no actiu]
- 1805. Lettre la M[onsieu]r Ventenat sur les boutons et ramifications des plantes. 38 pp.

## Honors
- Epònims: el gènere de plantes Koelera Willd..[1] De les famílies :
- Flacourtiaceae
- Poaceae, Koelera "Pers." St.-Lag.[2]

La seva signatura abreujada com a botànic és: Koeler